# Aclastus micator
Aclastus micator är en stekelart som först beskrevs av Johann Ludwig Christian Gravenhorst 1807.  Aclastus micator ingår i släktet Aclastus och familjen brokparasitsteklar. Arten är reproducerande i Sverige. Inga underarter finns listade i Catalogue of Life.